# Euphorbia benthamii
Euphorbia benthamii är en törelväxtart som beskrevs av William Philip Hiern. Euphorbia benthamii ingår i släktet törlar, och familjen törelväxter. Inga underarter finns listade i Catalogue of Life.